# 帮助信息网络犯罪活动罪
帮助信息网络犯罪活动罪，简称帮信罪，是《中华人民共和国刑法》第二百八十七条之二所规定的罪名。该罪名是指自然人或者单位明知他人利用信息网络实施犯罪，为其犯罪提供互联网接入、服务器托管、网络存储、通讯传输等技术支持，或者提供广告推广、支付结算等帮助，情节严重的行为。在司法实践中，非法买卖银行卡、电话卡，为上游犯罪提供转移支付、套现、取现的工具，利用银行账号或第三方支付平台账户为他人代收款，再转账到指定账户并从中赚取佣金，以及组织或者帮助操作、使用相关设备、软件，帮助上游犯罪提高犯罪效率，均可以认定为帮信罪。
2022年，中华人民共和国各级检察机关以“帮信罪”罪名起诉人数达13万，是继危险驾驶罪、盗窃罪之后，各类刑事犯罪中起诉人数排名第三的罪名。然而该罪名存在一定争议，主要讨论的议题是关于“明知”的认识和理解，并担忧此罪可能会沦为口袋罪。

## 设立背景
随着网络技术的深入发展，一些不法分子开始利用网络的公共性、匿名性、便捷性等特点，将网络作为一种新的违法犯罪平台，现实社会中的犯罪行为逐渐向网络渗透。面对新型网络犯罪行为，既有的法律已难以对其进行有效预防和制裁。2015年8月，全国人大常委会通过刑法修正案（九），增加了包括帮信罪在内的多种新的网络犯罪罪名，于2015年11月1日开始施行。

## 内容
明知他人利用信息网络实施犯罪，为其犯罪提供互联网接入、服务器托管、网络存储、通讯传输等技术支持，或者提供广告推广、支付结算等帮助，情节严重的，处三年以下有期徒刑或者拘役，并处或者单处罚金。
单位犯前款罪的，对单位判处罚金，并对其直接负责的主管人员和其他直接责任人员，依照第一款的规定处罚。
有前两款行为，同时构成其他犯罪的，依照处罚较重的规定定罪处罚。
 — 《中华人民共和国刑法》第二百八十七条之二

## 入罪标准
2019年10月21日，最高人民法院、最高人民检察院印发《关于办理非法利用信息网络、帮助信息网络犯罪活动等刑事案件适用法律若干问题的解释》，自2019年11月1日起施行。该《解释》有关帮信罪罪名的司法解释如下：
第十一条  为他人实施犯罪提供技术支持或者帮助，具有下列情形之一的，可以认定行为人明知他人利用信息网络实施犯罪，但是有相反证据的除外：

（一）经监管部门告知后仍然实施有关行为的；

（二）接到举报后不履行法定管理职责的；

（三）交易价格或者方式明显异常的；

（四）提供专门用于违法犯罪的程序、工具或者其他技术支持、帮助的；

（五）频繁采用隐蔽上网、加密通信、销毁数据等措施或者使用虚假身份，逃避监管或者规避调查的；

（六）为他人逃避监管或者规避调查提供技术支持、帮助的；

（七）其他足以认定行为人明知的情形。

第十二条  明知他人利用信息网络实施犯罪，为其犯罪提供帮助，具有下列情形之一的，应当认定为刑法第二百八十七条之二第一款规定的“情节严重”：

（一）为三个以上对象提供帮助的；

（二）支付结算金额二十万元以上的；

（三）以投放广告等方式提供资金五万元以上的；

（四）违法所得一万元以上的；

（五）二年内曾因非法利用信息网络、帮助信息网络犯罪活动、危害计算机信息系统安全受过行政处罚，又帮助信息网络犯罪活动的；

（六）被帮助对象实施的犯罪造成严重后果的；

（七）其他情节严重的情形。

实施前款规定的行为，确因客观条件限制无法查证被帮助对象是否达到犯罪的程度，但相关数额总计达到前款第二项至第四项规定标准五倍以上，或者造成特别严重后果的，应当以帮助信息网络犯罪活动罪追究行为人的刑事责任。

在2020年10月全国开展“断卡”行动后，2020年12月11日，最高人民法院刑事审判第三庭、最高人民检察院第四检察厅和公安部刑事侦查局召开会议，就“断卡”行动相关问题形成工作共识。根据已经达成的工作共识，对于明知他人利用信息网络实施犯罪向三个以上的个人或团伙出租、出售电话卡、信用卡，被帮助对象实施的诈骗行为均达到犯罪程度的；或者出租、出售的信用卡被用于实施电信网络诈骗，达到犯罪程度，该信用卡内流水金额超过三十万元的；或者利用被出租、出售的电话卡、信用卡实施的电信网络诈骗犯罪，造成被害人及其近亲属死亡、重伤、精神失常的，按照符合《关于办理非法利用信息网络、帮助信息网络犯罪活动等刑事案件适用法律若干问题的解释》第十二条规定的“情节严重”处理。
2021年6月22日，最高人民法院、最高人民检察院、公安部印发《关于办理电信网络诈骗等刑事案件适用法律若干问题的意见（二）》。根据《意见》，为他人利用信息网络实施犯罪而实施收购、出售、出租信用卡、银行账户、非银行支付账户、具有支付结算功能的互联网账号密码、网络支付接口、网上银行数字证书、手机卡、流量卡、物联网卡的，可以认定为刑法第二百八十七条之二规定的“帮助”行为；行为人明知他人利用信息网络实施犯罪，应当根据行为人收购、出售、出租前述财物等的次数、张数、个数，并结合行为人的认知能力、既往经历、交易对象、与实施信息网络犯罪的行为人的关系、提供技术支持或者帮助的时间和方式、获利情况以及行为人的供述等主客观因素，予以综合认定。对于收购、出售、出租信用卡、银行账户、非银行支付账户、具有支付结算功能的互联网账号密码、网络支付接口、网上银行数字证书5张（个）以上的，或收购、出售、出租他人手机卡、流量卡、物联网卡20张以上的，可以认定为《解释》第十二条第一款第（七）项规定的“其他情节严重的情形”。经销商在公安机关调查案件过程中，被明确告知其交易对象涉嫌电信网络诈骗犯罪，仍与其继续交易，符合刑法第二百八十七条之二规定的，以帮助信息网络犯罪活动罪追究刑事责任。
2022年3月22日，最高人民法院、最高人民检察院、公安部发布《关于“断卡”行动中有关法律适用问题的会议纪要》。该纪要明确，对于初犯、偶犯、未成年人、在校学生，尤其是被胁迫或蒙骗出售本人名下“两卡”，违法所得、涉案数额较少且认罪认罚的被告人，以教育、挽救为主，落实“少捕慎诉慎押”的刑事司法政策，可以依法从宽处理。
2022年12月1日，《中华人民共和国反电信网络诈骗法》开始实施。新法规定，对于帮信行为，情节轻微，尚不构成犯罪的，由公安机关处十日以上十五日以下拘留；对犯罪情节较轻的行为人，不再由刑法进行处罚。

## 行为表现
根据目前的司法实践，买卖和租赁银行卡、手机卡，以及第三方支付机构的支付账户用于实施网络犯罪活动是帮信罪适用最多的一种类型。另外提供或操作“GOIP”“猫池”“多卡宝”等设备，为电诈团伙搭建远程“机房”；利用社交媒体账号等方式为电诈团伙推广引流；为网络犯罪分子制作、封装、维护非法软件；职业“码农”团伙依附非法平台“跑分”等也可认定为帮信罪。

## 相关统计与分析
“帮信罪”条款出台后，以该罪名起诉犯罪嫌疑人的人数相对较少，全国检察机关2018年时起诉非法买卖电话卡和银行卡、帮助提款转账等犯罪为137人。2020年10月“断卡”行动开始以来，检察机关起诉涉嫌帮信犯罪案件上涨较快，至2022年有13万人因帮信罪被刑事起诉。帮信罪也是继危险驾驶罪、盗窃罪之后，各类刑事犯罪中起诉人数排名第三的罪名。
最高检曾在2022年7月发布报告分析称，在校学生已成为帮信罪涉案人员中的第一大人群。由于网络空间过度传播的消费主义、享乐主义等不良价值观念，对青少年的生活态度产生了不良影响。同时在校学生辨别能力低、自我控制能力弱，在面对生涯问题时，经济压力大，想赚“快钱”的心理明显；另外在校学生法律意识淡薄，缺少警惕和防范意识，对自身帮助行为的社会危害性、违法犯罪性认识不足，对自己帮助犯罪行为在整个网络犯罪中所起到的作用以及随之带来的不利法律后果缺乏认知，均成为了在校学生犯罪的主要原因。另外一些招聘市场和网络招聘平台对招聘企业资质、发布招工信息等缺乏严格审查和管理，导致不少学生因虚假、违法招聘广告，陷入犯罪分子设计的“帮信罪”陷阱。从起诉人员年龄看，以帮信罪起诉的人员低龄化现象突出。其中，30岁以下的占64.8%，18至22岁的占23.7%。

## 惩戒措施
根据《最高人民法院、最高人民检察院关于办理非法利用信息网络、帮助信息网络犯罪活动等刑事案件适用法律若干问题的解释》第十七条的规定，对因帮信罪被起诉并被判处刑罚的人员，司法机关可以依法宣告职业禁止；对于被判处管制、宣告缓刑的，可以根据犯罪情况，依法宣告禁止令。同时配合“断卡”行动的实施，所有经公安机关认定的出租、出借、出售、购买个人银行账户、企业对公账户的单位或个人，因帮信罪被判处刑罚的，将被纳入“断卡”行动联合惩戒名单。惩戒措施包括：对被惩戒的人员，基础电信运营商5年内只保留1张电话卡，且不得办理通信产品新入网业务；中国人民银行对其实施5年内暂停其银行账户非柜面业务、第三方支付账户所有业务、不得为其新开立账户的惩戒措施，并纳入金融信用基础数据库管理，将违法违规行为记录至个人征信系统。被惩戒人员的贷款和信用卡申请将会受到影响，惩戒期满申请开立新账户的，银行和支付机构将加大审核力度。
根据2024年12月1日起施行的《电信网络诈骗及其关联违法犯罪联合惩戒办法》，经设区的市级以上公安机关认定具有非法买卖、出租、出借电话卡、物联网卡、固定电话、电信线路、短信端口、银行账号、支付账户、数字人民币钱包、互联网账号等行为三次以上，或未达到数量标准，但造成较大影响的单位、个人或相关组织者，适用金融惩戒、电信网络惩戒以及纳入金融信用信息基础数据库，惩戒期限为2年，但与银行协议约定的代扣代缴基本生活保障的款项除外；同时暂停为惩戒对象新开立支付账户、实名数字人民币钱包，但仍可开立新的银行账户。

## 争议
该罪名在《刑法》相关规定中，关于“明知”的认识和理解存在较大争议，其定义较为模糊，因而引发讨论。例如，《检察日报》在2020年发表的文章分析说，基于某些司法解释已将明知规定为“知道或者应当知道”，帮助信息网络犯罪活动罪的“明知”包括“知道或者应当知道”；另一种观点则认为，帮助信息网络犯罪活动罪的“明知”是“知道或者或许知道”，不包括“应当知道”。该笔者认为“明知”应采用“知道或者或许知道”，因为从“明知”本身的字意来看，表明行为人事实上已经知道或者可能知道他人利用信息网络实施犯罪，因此不可能包含无认识的“应当知道”。另外帮助信息网络犯罪活动罪属于故意犯罪，如果将“明知”的内容包括“应当知道”，将过失心理状态表现纳入到本属于故意犯罪的心理，混淆了故意和过失的界限，明显扩大故意的范围。文章还说，帮助信息网络犯罪活动罪都要求行为人确知他人利用信息网络实施犯罪，一旦如此可能系纵容犯罪。而《人民法院报》在2023年发表的文章分析认为，成立帮信罪要求行为人主观上具备“明知”，而对“明知”的认识，笔者主张将观点分为三类，即仅包含明确知道、包含明确知道和应当知道（“明知+应知”）及包含明确知道和推定知道（即“明知+推知”）。该笔者也主张“帮信罪”应将“明知”理解为“明知+应知”，可以很好地划定本罪适用界限。假设采用第一种观点，会导致司法实践中“帮信罪”规制范围过窄，造成实质上明知而形式上不明知的帮助行为得不到应有的惩戒；假设采用第三种观点，则存在严重的理论缺陷，主要原因是将“推知”纳入“帮信罪”主观认识范围有违罪刑法定原则，也有违刑法谦抑性，甚至有使本罪沦为“口袋罪”之嫌。而《最高人民法院、最高人民检察院关于办理非法利用信息网络、帮助信息网络犯罪活动等刑事案件适用若干问题的解释》第十一条明确列举的七种情形均可归入“明知”或“应知”范畴，这也从正面表明，司法解释对“帮信罪”中“明知”蕴含“应知”法律意蕴的承认，且根据罪刑法定原则，不宜将本条过度理解为包含“推知”。
中国政法大学刑事司法学院教授刘艳红认为，帮信罪作为轻罪的典型代表，若处理不当，可能会成为口袋罪，造成不良社会影响。她建议采用实质出罪的方式，意即“情节显著轻微危害不大的”，则不认定为犯罪，避免打击范围过大。刘艳红强调，泛化的打击模式不仅无法实现犯罪预防机能，反而会浪费并分散司法资源，导致有更大社会危害性的网络犯罪行为的扩张。